# دیوندیوش‌ملک
دیوندیوش‌مِلِک (به مجاری:  Gyöngyösmellék) یک شهرداری در مجارستان است که در ناحیه سیگت‌وار واقع شده‌است. دیوندیوش‌مِلِک ۱۰٫۰۲ کیلومتر مربع مساحت و ۲۹۶ نفر جمعیت دارد.